# Shunichiro Zaitsu
Shunichiro Zaitsu (født 23. januar 1987) er en tidligere japansk fodboldspiller.
Han har spillet for flere forskellige klubber i sin karriere, herunder Shimizu S-Pulse og Shonan Bellmare.